# Ser du himlen mörkna
Ser du himlen mörkna är en sång med text skriven 1897 av Johnson Oatman (jr) och musik av Edwin O Excell. Texten översattes till svenska 1913. Sångens refräng "Lägg tillsammans Guds välsignelser" eller, som den även är känd som, "Räkna Herrens gåvor en för en" (eng. Count your blessings), används även i vissa sångböcker som en fristående kör. Sången är skriven och komponerad 1897.

## Publicerad i
- Frälsningsarméns sångbok 1929 som nr 99 endast i körsångsdelen med texten "Räkna Herrens gåvor en för en" under rubriken "Jubel, strid och erfarenhet".
- Segertoner 1988 som nr 555 under rubriken "Att leva av tro - Förtröstan - trygghet".[1]
- Frälsningsarméns sångbok 1990 som nr 515 under rubriken "Lovsång, tillbedjan och tacksägelse".
- Sångboken 1998 som nr 112.